# La Sonda del Sol
La Sonda del Sol es el 11.º episodio de la primera temporada de los Thunderbirds, serie de televisión de Gerry Anderson para Supermarionation fue el 4.º episodio producido. El episodio salió al aire primero en ATV Midlands el 9 de diciembre de 1965. Fue escrito por Alan Fennell y dirigido por David Lane.

## Sinopsis
Cuando los retrocohetes a bordo de la Sonda de Sol fallan, la nave espacial se dirige en curso de colisión con el Sol. Depende de la familia Tracy rescatar a la tripulación y se lanzan el Thunderbird 2 y Thunderbird 3 para intentar disparar remotamente los retrocohetes. ¿Pero cuándo el Thunderbird 3 sufre dificultades, Virgil y Brains, con ayuda del robot de Brains, Braman, puedan ayudar a Alan, Scott y Tin-Tin del calor del Sol?

## Argumento
En Cabo Kennedy, el Coronel Benson dirige el lanzamiento de la Sonda del Sol, un cohete tripulado que alcanzará la órbita solar dentro de una semana y extraerá material de una prominencia solar.
Algún tiempo después, en la Isla Tracy, el equipo del Rescate Internacional está mirando un programa de noticias que informa el acercamiento final de la Sonda del Sol hacia el Sol. Jeff es curioso por qué Brains no está mirando. El genio está probando las habilidades de su última invención, un robot humanoide inteligente que él ha llamado Braman.
En la televisión, el Profesor Heinz Bodman explica que una sonda pequeña se separará del módulo solar tripulado y volará a través de una prominencia solar. Dentro del módulo solar, los solarnautas Coronel Harris, Asher y Camp aumentan la refrigeración de la nave espacial para combatir el intenso calor y radiación. Los retrocohetes son encendidos y se establecen en la órbita correcta, ellos lanzan la sonda que atrapa la materia solar. Sin embargo, como en la unión de la sonda con el módulo solar, la radiación termina interfiriendo con los sistemas de mando de Sonda del Sol a tal grado que los solarnautas no pueden disparar los retros necesarios para evitar que su nave se dirija en curso de colisión con el Sol.
El Comando Internacional del Espacio tiene tecnología insuficiente para disparar remotamente los retros de la Sonda del Sol mediante una señal de radio. En la televisión, el Coronel Benson implora al Rescate Internacional salvar a la tripulación. Jeff llama a Cabo Kennedy para aceptar la demanda de Benson, y sostiene más tarde una reunión con el equipo. Determinan que ellos pueden recuperar la Sonda del Sol transmitiendo la señal de radio apropiada, Alan y Scott aconsejan que ellos deben lanzar el Thunderbird 3 para acercarse lo más posible a la nave, pero Virgil sostiene que el complejo de radio del Thunderbird 2 es más poderoso y que sería más conveniente transmitir la señal desde la Tierra. Jeff acepta la sugerencia de Gordon de que ellos lancen ambas naves en dos esfuerzos de rescate.
Alan, Scott y Tin-Tin salen en el Thunderbird 3 a la salida del Sol después de que la nave ha sido modificada por Brains. En la Isla Tracy en el cuarto de computo, Virgil traza la posición global óptima desde que el Thunderbird 2 debe transmitir la señal. Habiendo verificado su equipo, y decidiendo tomar la computadora móvil además del camión transmisor dentro de la vaina, Virgil y Brains se van en el Thunderbird 2, al Himalaya.
A bordo de la Sonda del Sol, Asher está poniéndose ansioso solo 24 horas quedan antes de que ellos choquen con el Sol. Habiendo alcanzado la zona de peligro, Alan avisa a los solarnautas desde el Thunderbird 3 y explica el plan de Rescate Internacional. Sin embargo, su primera transmisión de la señal es muy corta corta, por cuatro horas. Alan duda que el Thunderbird 3 soporte tanto calor y radiación si ellos es acercan más al Sol.
Entretanto, Virgil y Brains aterrizan durante una ventisca en un borde en la Montaña Arkan. Poniéndose la ropa auxiliar, ellos manejan el Camión del Transmisor fuera de la vaina del Thunderbird 2 y se dirigen a la ladera de la montaña. Virgil dirige el plato de la antena de transmisión, pero su primera señal de radio es demasiado débil y Brains comprende que deben hacerse los ajustes. La segunda señal del Thunderbird 3 nacesita de dos horas para alcanzar a la Sonda del Sol. Cuando los solarnautas comienzan a delirar, el casco del módulo solar empieza a crujir y la planta de refrigeración de la nave deja de funcionar, Alan, Scott y Tin-Tin, también débiles, hacen un tercer intento desesperado para disparar los retros de la Sonda del Sol. Cuando incluso esto falla, Tin-Tin fuerza el encendido y penetra finalmente. Harris, ahora el único solarnauta consciente, cree que el cohete se está desintegrando, pero entonces reconoce el sonido de los retros y alegremente despierta a Asher y Camp.
Con la Sonda del Sol fuera de peligro, Alan intenta activar los retros del Thunderbird 3 pero estos no trabajan. Cuando el informe de noticias de televisión dice que la nave del Rescate Internacional está dirigiéndose ahora hacia el propio Sol, Gordon infiere que los retros deben de haber fallado y Jeff notifica a Virgil en la Montaña Arkan.
Brains concluye que ellos deben cambiar el blanco de su señal para encender los retros del Thunderbird 3 y él y Virgil vuelven dé prisa a la vaina para calcular la frecuencia en la computadora móvil. Ellos abren una caja del almacenamiento solo para encontrar a Braman guardado en ella. En el salón de descanso del Thunderbird 3, Tin-Tin se ha desmayado sin apagar el emisor de seguridad y Alan deduce que esto debe estar reduciendo el poder de los retros. Scott esta inconsciente, Alan usa el elevador para descender al salón de descanso pero se derrumba en el antes de que lo pueda apagar.
Sabiendo que ellos han cargado el equipo equivocado, Brains está desesperado hasta que comprende que Braman pudiera calcular la frecuencia. Habiendo leído la fórmula, él y Virgil esperan inquietamente mientras el robot computa la respuesta. Apresurándose regresan al camión transmisor, Virgil tiene poco tiempo para explicar su plan a Jeff antes de que ellos activen la señal. La señal tiene éxito y los retros del Thunderbird 3 se encienden. Como la nave regresa del Sol, Alan recobra la conciencia y Virgil y Brains reciben su transmisión. En la Isla Tracy, Jeff promete una bienvenida de héroes para Alan, Scott y Tin-Tin.

## Reparto

### Reparto de voz regular
- Jeff Tracy — Peter Dyneley
- Scott Tracy — Shane Rimmer
- Virgil Tracy — David Holliday
- Alan Tracy — Matt Zimmerman
- Gordon Tracy — David Graham
- Kyrano — David Graham
- Brains — David Graham
- Tin-Tin Kyrano — Christine Finn

### Reparto de voz invitado
- Coronel Benson — Ray Barrett
- Coronel Harris — Ray Barrett
- Solarnauta Asher — David Graham
- Solarnauta Camp — John Tate
- Reportero de TV — Matt Zimmerman
- Profesor Heinz Bodman — Peter Dyneley
- Braman — David Graham

## Equipo principal
Los vehículos y equipos vistos en el episodio son:
- Thunderbird 1
- Thunderbird 2 (llevando la Vaina 6)
- Thunderbird 3
- Camión Transmisor
- Braman
- Sun Probe

## Errores
- Un diagrama de la Sonda del Sol en las noticias de televisión muestra que los solarnautas controlan el cuarto que está dentro del módulo de la sonda, pero la sonda está separada del módulo solar tripulado cuando vuela a través de la prominencia solar.
- Mientras abordan el Thunderbird 3, Alan y Scott cambian lugares en el sofá pero regresan a sus lugares originales cuando ellos llegan al salón de descanso de la nave.
- Las escenas del Thunderbird 2 saliendo de la Isla Tracy aparentemente con la Vaina 3 seleccionada, pero el camión transmisor sale de Vaina 6 en la Montaña Arkan. Este error de continuidad también ocurre en "La Bóveda de la Muerte", "Un Movimiento y Moriremos", "Invasión Marciana", "Los Peligros de Penelope" y "Día desastroso".
- Le tomo una semana a la Sonda del Sol alcanzar su posición, pero al Thunderbird 3 le toma solo 24 horas.